# Marcel Sabitzer
Marcel Sabitzer (Wels, 17 de março de 1994) é um futebolista austríaco que atua como meio-campista. Atualmente, joga no Borussia Dortmund.

## Carreira Profissional

### Fc Admira II

#### 2009-10
O jogador começou sua carreira futebolística no FC Admira Wacker Mödling, jogando inicialmente pelo time sub-18, mas ainda na temporada 2009-10, ele apareceu no Fc Admira II no dia 26 de março de 2010, após fazer 2 jogos e 1 gol no time Sub-18. No dia seguinte, o austríaco voltaria para o time da base e jogaria mais 3 jogos, fazendo 4 gols.[carece de fontes?]
Naquela temporada, por ambos os clubes, o jogador teve 11 jogos e 5 gols. Mas não alcançou o almejado acesso de seu time para a segunda divisão austríaca, pois só ficaram na 2ª posição da Regionalliga Ost.[carece de fontes?]

### Fc Admira

#### 2010-11
Marcel continuou atuando pelo time II naquela temporada, até que, no dia 14 de setembro de 2011, o austríaco esteve no clube principal, atuando por 11 minutos na vitória por 3-2 sobre o SKN St. Pölten. Seu primeiro gol aconteceria na rodada seguinte, na vitória de 3-0 sobre o FC Lustenau. Todos os jogos pela segunda divisão austríaca.[carece de fontes?]
Apesar de estar no time principal, Sabitzer alternou muitos jogos entre o time II também. Ao concluir da temporada, o jogador atuou em 31 jogos e fez 11 gols.[carece de fontes?]
Enquanto que, pelo time II, só conseguiu a 12ª colocação na Regionalliga, o time principal sagrou-se campeão da segunda divisão e garantiu acesso para a primeira à temporada seguinte.[carece de fontes?]

#### 2011-12
Ainda que tivesse feito partidas pelo time principal, e marcado gols, o jogador permaneceu alternando entre esse e o time B. Apesar de ter atuado em 2 dos 3 primeiros jogos do Admira pela Bundesliga austríaca, Marcel novamente retornou à terceira divisão por alguns momentos, onde colecionou 5 gols em 9 jogos, até ser relacionado novamente ao time principal.[carece de fontes?]
Ao final da temporada, Sabitzer fez 20 jogos pela Bundesliga, e marcou 5 gols. Enquanto que, pela terceira divisão com o time II, ele fez 12 jogos marcando em 6 oportunidades. Enquanto que pelo time B, o jogador e seu time lutaram contra o rebaixamento, o time principal ficou em 3º colocado e ganhou vaga para Qualificação à segunda pré-eliminatória da Liga Europa.[carece de fontes?]

#### 2012-13
Marcel teria seus últimos jogos pelo Admira naquela temporada, pois, após 23 jogos e 3 gols marcados, com 5 assistências. O austríaco mudaria seu rumo para atuar pelo Rapid Viena.

### Rapid Viena

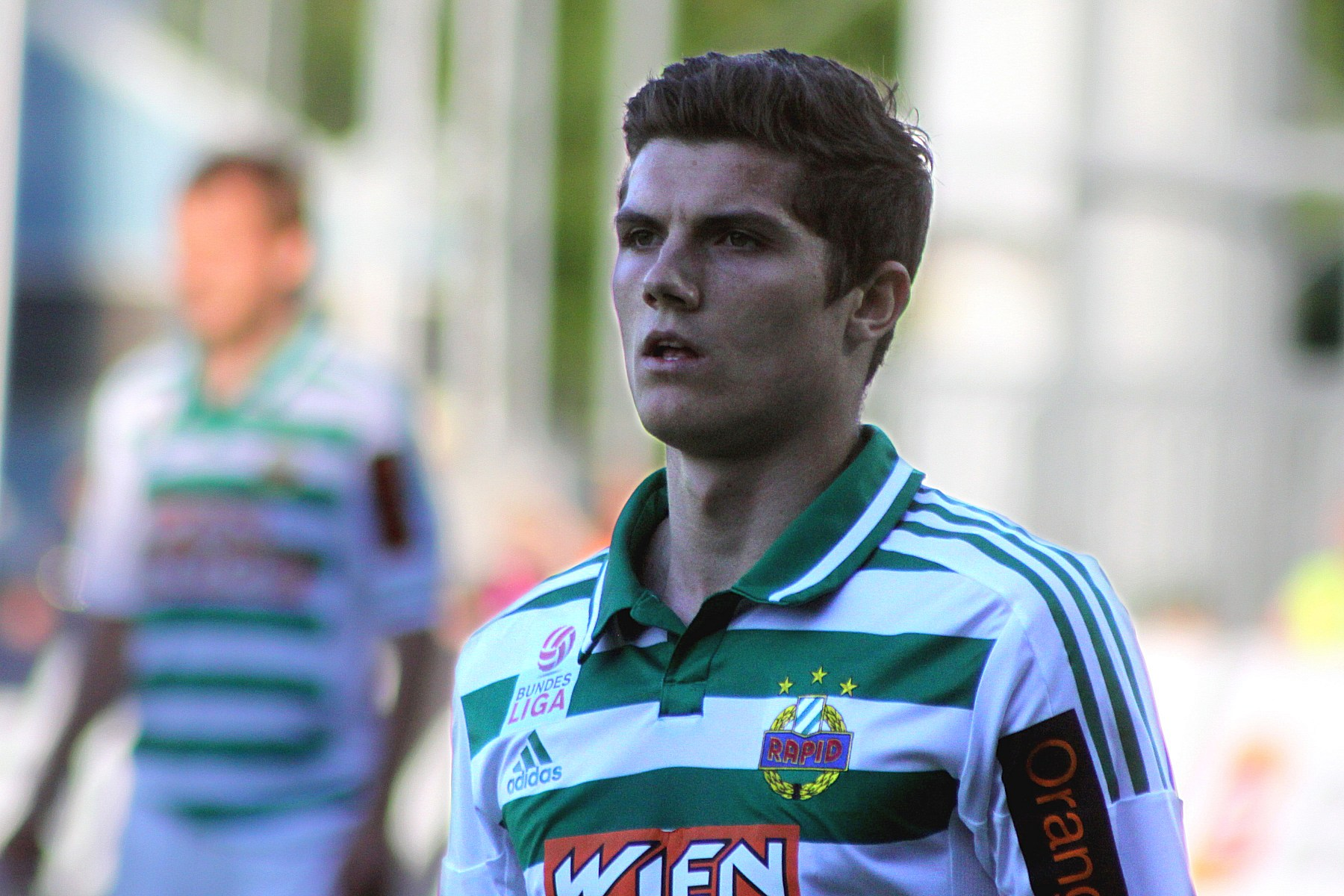
Sabitzer pelo Rapid Viena

Pelo clube da capital, o jogador fez mais 17 jogos, fazendo 3 gols e 3 assistências. Ele terminou a temporada com seu clube em 3º colocado e ganhou novamente vaga para Qualificação à segunda pré-eliminatória da Liga Europa.[carece de fontes?]

#### 2013-14
Atuando pela primeira vez durante uma temporada inteira pelo Viena, o jogador atuou novamente na Europa League, mas sem conseguir se classificar para a fase eliminatória.[carece de fontes?]
Apesar do desempenho ruim na competição, o seu clube alcançou o vice-campeonato na temporada, ao todo, o jogador fez 40 jogos e 9 gols.[carece de fontes?]

### Red Bull Leipzig

#### 2014-15
O jogador, após temporada regular em seu clube, foi vendido para o alemão Red Bull Leipzig no dia 1 de julho de 2014, todavia, fez isso apenas para emprestá-lo, no dia seguinte, para o atual campeão da Bundesliga austríaca, e também parceiro do time alemão, Red Bull Salzburg. Na época, o time de Leipzig jogava a segunda divisão do campeonato alemão.[carece de fontes?]

### Red Bull Salzburg (empréstimo)

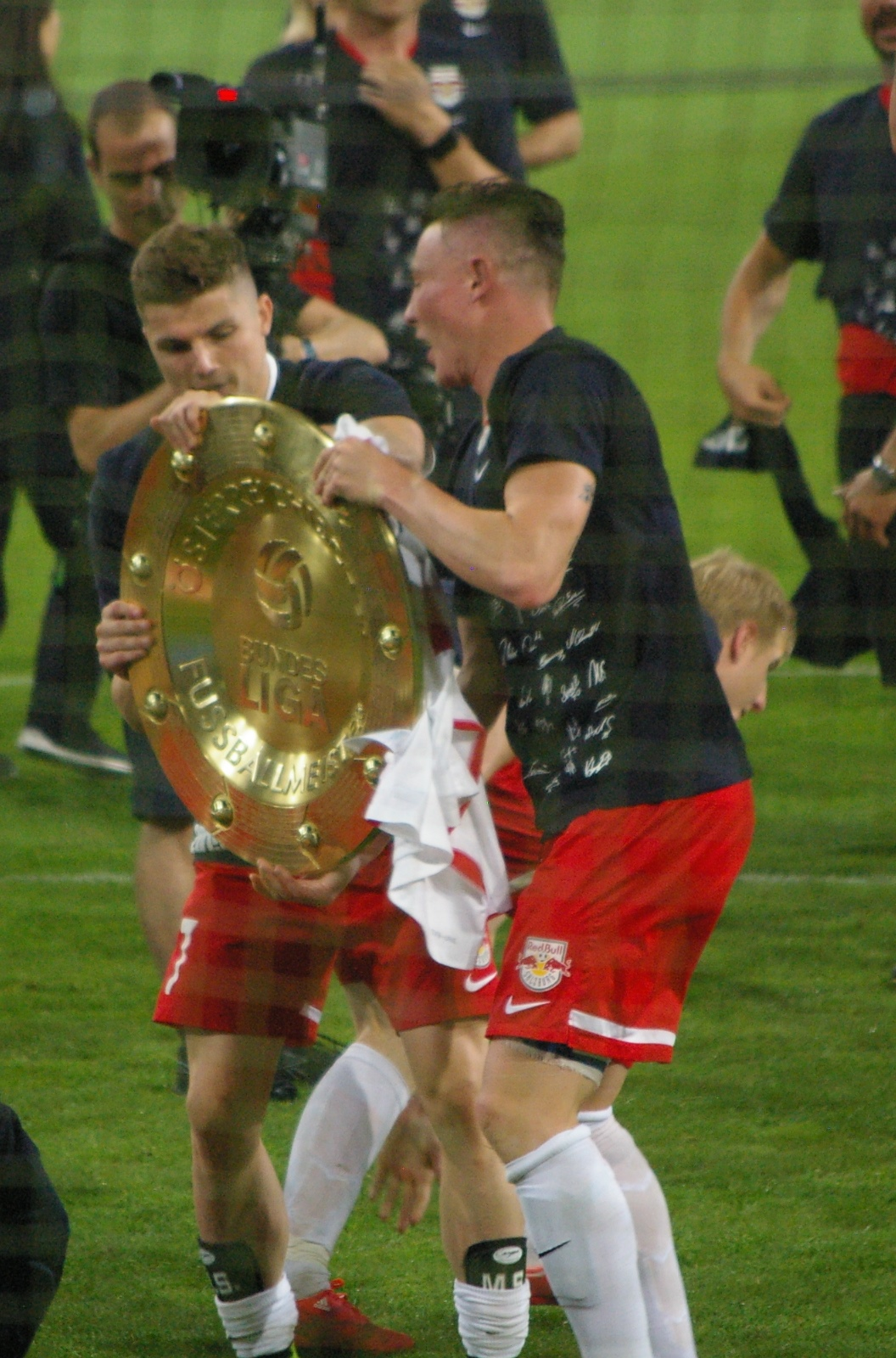
Marcel com o troféu da Copa da Áustria

Como haviam sido campeões na temporada anterior, o time de Salzburgo ganhou vaga para 3ª Eliminatória da Champions League, porém, o clube foi eliminado na sua segunda partida, ao perderem o jogo de volta contra o Malmö Fotbollförening.
Atuando pelo principal time do país, o jogador esteve presente novamente na fase de grupos da Europa League de 2014-15. E pela primeira vez, o jogador conseguiu ir ao mata-mata, mas foi eliminado após derrota nos dois jogos contra o Villarreal.
Pela Copa da Áustria, o jogador esteve presente em todos os jogos e sagrou-se campeão da competição ao vencerem o Áustria Viena por 2-0 na prorrogação. Coincidentemente, esse foi o único jogo em que Marcel não fez gols ou assistências. Empatado com Jonathan Soriano e Alan, seus companheiros de time, Sabitzer terminou a competição como artilheiro fazendo 7 gols.[carece de fontes?]
Pela Liga, o jogador atuou em 33 jogos, fazendo 19 gols e 16 assistências. Apesar dos bons números, ficou atrás de Robert Beric e Jonathan Soriano, respectivamente, na luta pela artilharia do campeonato.[carece de fontes?]
Ao fim da temporada, além do título da Liga e da Copa, o jogador fez 51 jogos, com 27 gols marcados e 21 assistências.[carece de fontes?]

### Red Bull Leipzig (volta de empréstimo)

#### 2015-16
Ainda atuando pela segunda divisão do campeonato alemão, Marcel fez parte do elenco que se classificaria para a primeira divisão, pois alcançaram a 2ª colocação. Pelo clube, o jogador fez 32 jogos, 8 gols e 5 assistências.<[carece de fontes?]
Pela Copa da Alemanha, o time foi eliminado na segunda rodada após perderem para o SpVgg Unterhaching.[carece de fontes?]

#### 2016-17
Atuando pela primeira vez na Bundesliga, o jogador fez seus primeiros 32 jogos na competição. Na ocasião, o jogador fizera 8 gols e 4 assistências. A boa temporada na Liga ajudou o time a ganhar vaga para Fase de Grupos da Liga dos Campeões da UEFA de 2017–18, pois ficaram em 2º colocado.[carece de fontes?]
Pela Copa da Alemanha, o time não se saiu bem. Foi eliminado no primeiro jogo contra o Dynamo Dresden nos pênaltis, após empate em 2-2. O primeiro gol da partida foi marcado por Marcel.[carece de fontes?]
Sua boa temporada no time alemão, rendeu a ele o prêmio de futebolista austríaco do ano de 2017, quebrando a hegemonia de David Alaba, que havia ganho por 6 anos consecutivos.[carece de fontes?]
O fim da temporada mostrou que o jogador fizera 9 gols e 4 assistências em 33 jogos.[carece de fontes?]

#### 2017-18
A temporada de 2017-18 reservaria atuações mais tímidas do jogador. A começar pela Liga dos Campeões, em que o seu time foi eliminado ainda na fase de grupos.[carece de fontes?] Seguindo para a Europa League, o time se saiu melhor, mas ainda sim, foi eliminado pelo Olympique de Marselha nas quartas de final.
Pela Copa da Alemanha, o time novamente amargaria uma eliminação precoce. Dessa vez, perderam para o Bayern de Munique, no segundo jogo, nos pênaltis.
Pela Bundesliga daquela temporada, o time obteve somente a 6ª colocação na Liga. E recebeu vaga aos Play-offs da Liga Europa da UEFA de 2018–19.[carece de fontes?]
Ao fim da época, o jogador terminou com 34 jogos, 5 gols e 9 assistências.[carece de fontes?]

#### 2018-19

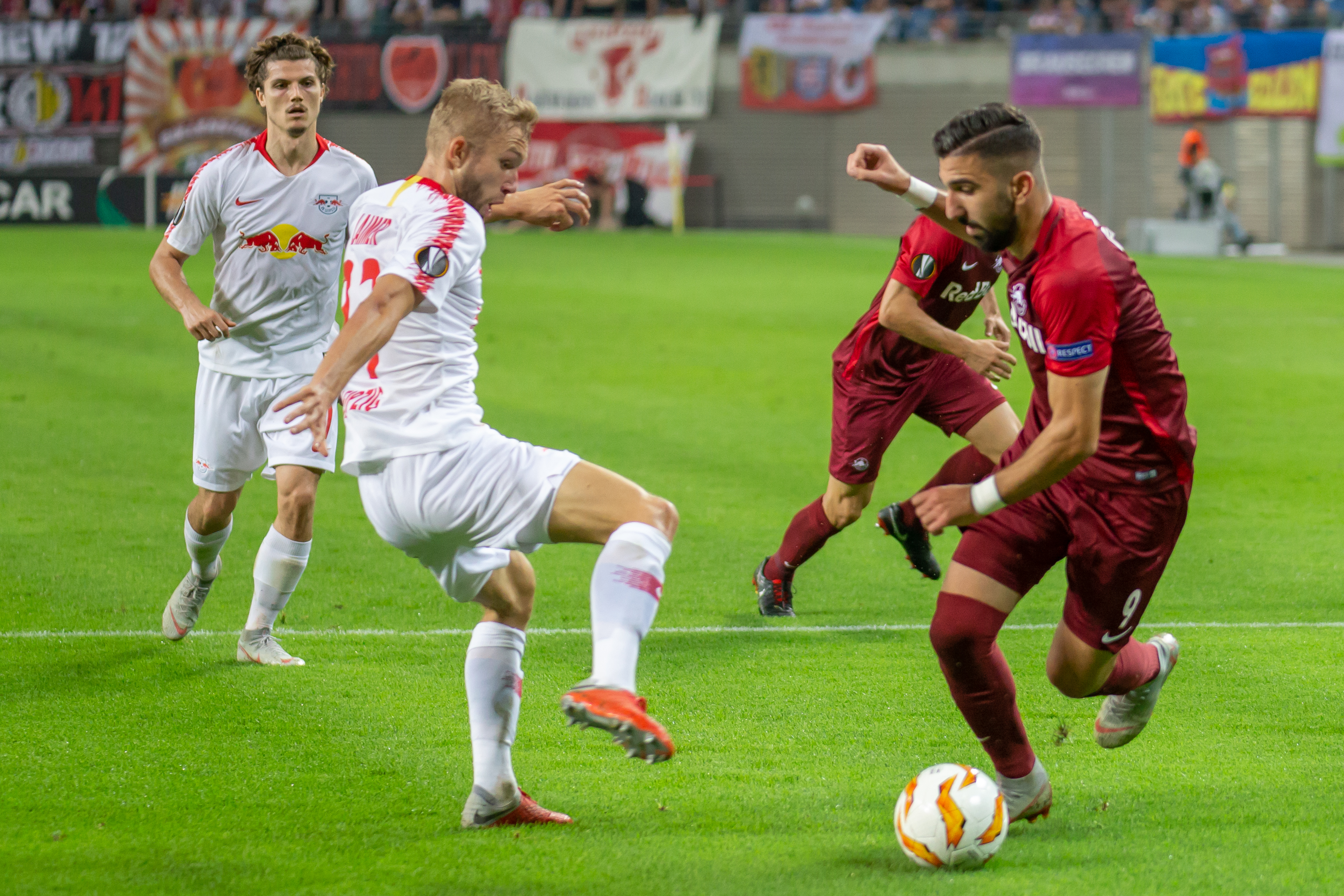
Marcel, ao fundo, enfrentando seu antigo clube, o Red Bull Salzburg. Jogo válido pela Europa League de 2017-18. Foi a primeira vez que os times se enfrentaram.

Após conseguir classificação para Fase de Grupos da Europa League, o jogador viu seu time ser eliminado ainda nessa fase após ganharem apenas 2 jogos em 6 partidas.[carece de fontes?]
O jogador, apesar de não fazer nenhum gol na Copa da Alemanha, esteve presente na maioria dos jogos do clube e viu seu time chegar na final da competição.[carece de fontes?] Todavia, o time da Red Bull perdeu a final contra o Bayern.
Enquanto que na Liga, o time teve um desempenho melhor, pois ficaram na 3ª colocação e ganharam vaga à Fase de Grupos da Liga dos Campeões da UEFA de 2019–20.[carece de fontes?]
No fim da temporada, o jogador fez 43 jogos, 5 gols e 6 assistências.[carece de fontes?]

#### 2019-20

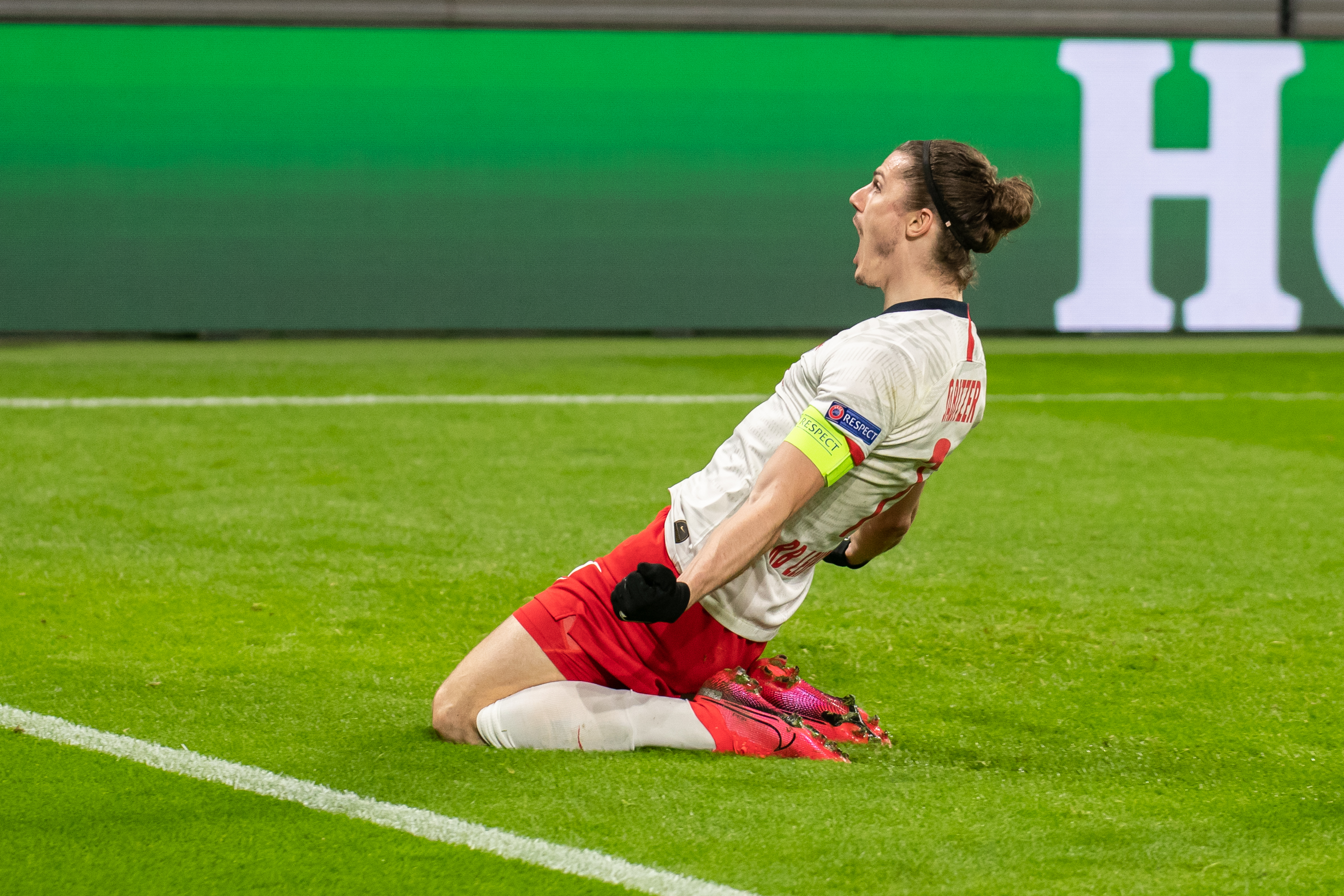
Marcel comemorando um dos dois gols que fez contra o Tottenham Hotspur em jogo válido pelas oitavas de final da Champions League de 2019-20.

A temporada de 2019-20 rendeu a um jogador bons jogos. A começar pela Liga dos Campeões. Na competição, o jogador contribuiu para que seu time chegasse às semifinais, onde foram derrotados pelo PSG.
Na Copa da Alemanha, o time foi eliminado pelo Frankfurt nas oitavas de final.
Na Bundesliga de 2019–20, o time novamente ficou em 3º colocado. Com isso ganhou vaga direta para a fase de grupos da Liga dos Campeões da UEFA de 2020–21.[carece de fontes?]
Seus jogos regulares na Liga dos Campeões de 2019-20 fizeram com que ele fosse notado pela Uefa, que o colocou na Seleção da Liga dos Campeões daquela temporada.
Ao fim da época, o jogador terminou com 44 jogos, 16 gols e 11 assistências. Sua melhor, desde que estreou na Alemanha.[carece de fontes?]

#### 2020-21
A temporada começou com pontos positivos para o austríaco que ganhou, de vez, a braçadeira de capitão do time de Leipzig. E o jogador novamente contribuiu com bons jogos do time na Liga dos Campeões. Mas a sua eliminação aconteceu ainda nas oitavas de final, quando foram derrotados pelo Liverpool.
A Copa da Alemanha rendeu ao jogador mais uma final, todavia outro vice-campeonato. O seu time perdeu na final contra o Borussia Dortmund.
Pela Bundesliga de 2020–21, o jogador perdeu alguns jogos por lesão, mas ainda contribuiu para o vice-campeonato do clube marcando 8 gols e 4 assistências em 27 jogos.[carece de fontes?]
Ao final da temporada, o jogador fez 39 jogos, 9 gols e 7 assistências.[carece de fontes?]

#### 2021-22
Com o frequente assédio do time de Munique, o jogador teve a oportunidade de jogar 3 jogos pela Bundesliga, mas atuou por apenas 2 antes de ser vendido sem marcar gols pelo time naquela temporada. Ele deixou o time após 229 jogos, 52 gols e 42 assistências.[carece de fontes?]

### Bayern de Munique

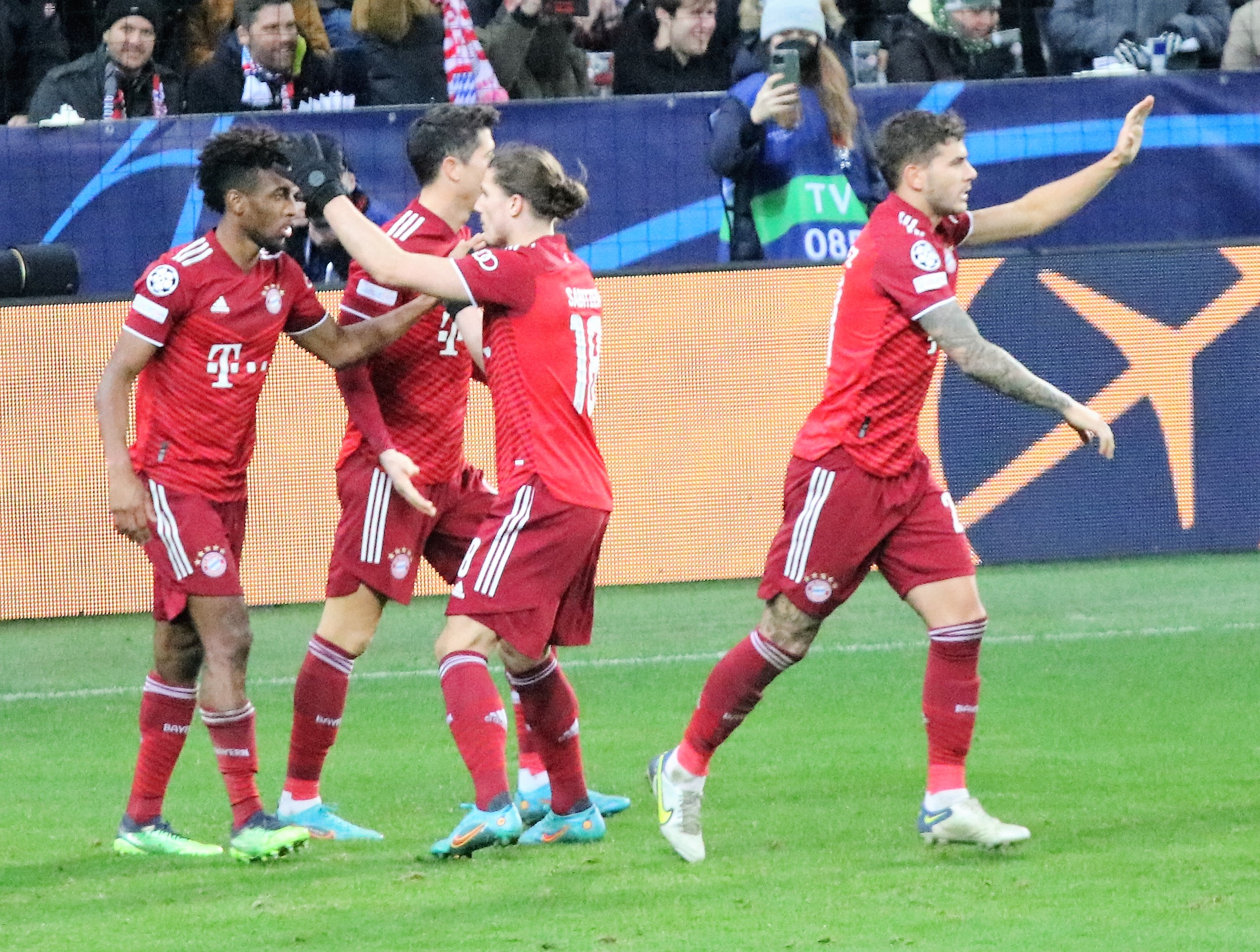
Marcel comemorando, com seus colegas de equipe, o gol do Bayern contra o Red Bull Salzburg em 2022.

Com 1 ano de contrato restante, o austríaco assinou pelo Bayern de Munique no dia 30 de agosto de 2021, após pedido de Julian Nagelsmann. Seu contrato foi por 4 temporadas.
Pela Liga dos Campeões, o jogador fez 5 jogos e perdeu os outros 5 do time na competição. No fim, viu seu time ser eliminado pelo Villarreal no agregado após empate em 1-1 no jogo de volta das quartas de final.
O jogador não atuou em nenhum dos dois jogos do Bayern na Copa da Alemanha e viu seu time ser eliminado após a goleada de 5-0 do Borussia Mönchengladbach.
Na Bundesliga de 2021–22, o jogador fez apenas 1 gol em 25 jogos. E sagrou-se campeão pela primeira vez da Bundesliga. Seu primeiro título em 8 temporadas na Alemanha.

#### 2022-23
A temporada para Marcel começou com um título, a Supercopa da Alemanha de 2022. Dessa vez, o jogador garantiu o troféu após derrotar seu ex-clube, e campeão da Copa da Alemanha de Futebol de 2021–22, RB Leipzig.

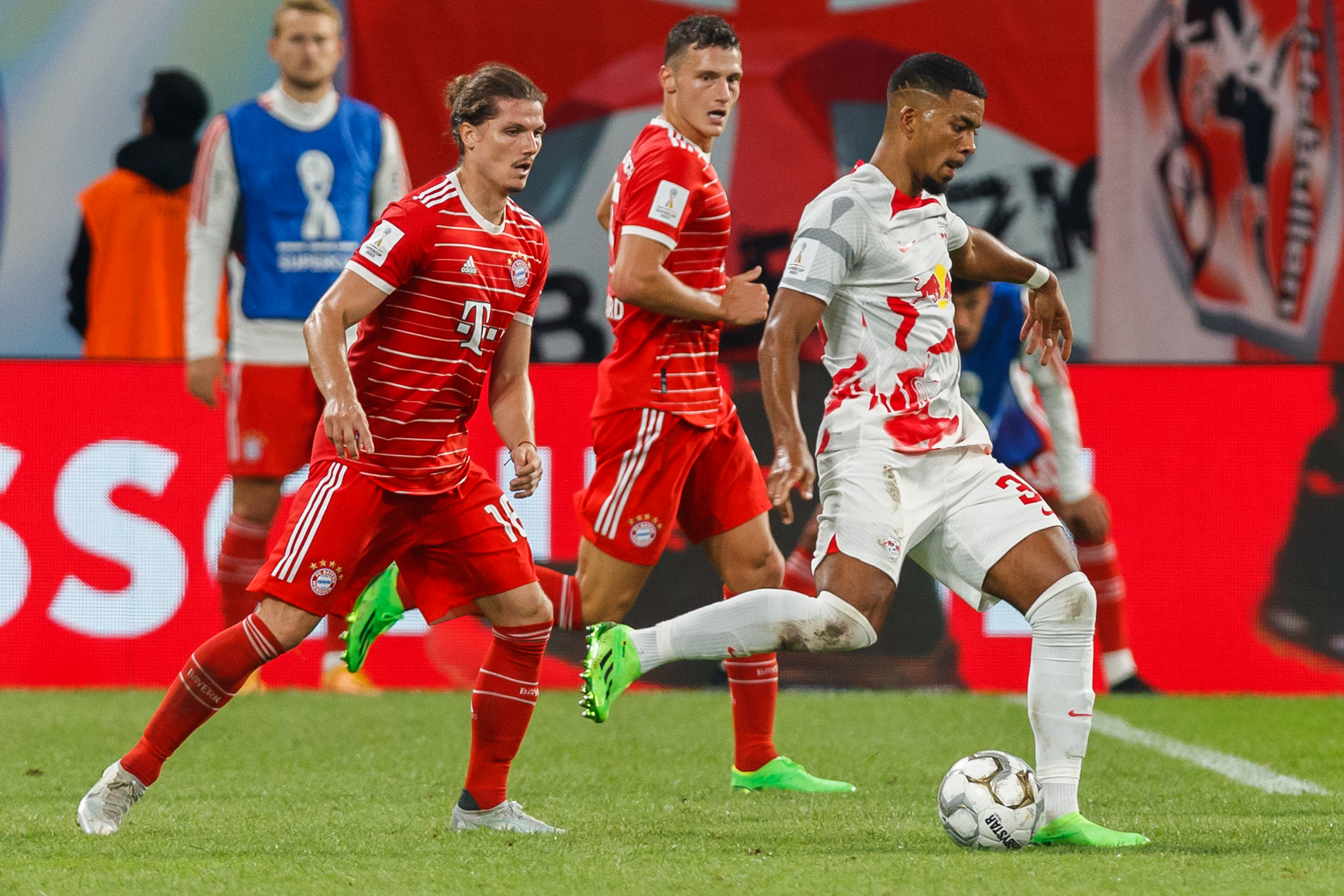
Marcel jogando contra seu ex-clube pela Supercopa da Alemanha de 2022

O jogador atuou em todos os jogos do Bayern pela Copa da Alemanha de Futebol 2022–23, na ocasião, seu time venceu os dois jogos possíveis.[carece de fontes?] Ele também esteve presente no plantel que passou em 1º colocado na Fase de Grupos da Liga dos Campeões da UEFA de 2022-23.
O austríaco levou 3 Cartões amarelos durante a competição europeia e estaria suspenso dos jogos das oitavas de final, todavia, como o jogador viria a se mudar de time em janeiro, Marcel cumpriu a suspensão no primeiro jogo de 16 avos de final da Liga Europa da UEFA de 2022–23.
O jogador só fez seu único gol pela Bundesliga de 2022–23 quando enfrentou o SC Freiburg, na 10ª rodada da competição.
Buscando mais jogos, pois havia feito 24 partidas, mas apenas 11 de titular, o jogador estava prestes a mudar seu rumo. Agora, não mais em um país que falava alemão, mas sim o inglês. Marcel mudar-se-ia para Inglaterra e jogaria a Premier League por um time de Manchester.

### Manchester United (empréstimo)
Com a lesão do Dinamarquês Christian Eriksen "até o fim de abril ou início de maio", o técnico do Manchester United F.C. na época, Erik ten Hag, buscou um meia que pudesse substituí-lo por algum tempo. Com isso, a diretoria dos Red Devils entrou em contato com o time alemão e o contratou por empréstimo, sem opção de compra, até o fim da temporada.
Sua estreia aconteceu no dia 8 de fevereiro de 2023 em partida válida pela Premier League de 2022–23. O jogador começou de titular a partida contra o Leeds United F.C. e viu seu time empatar o clássico das rosas em 2x2. O austríaco jogou até os 36 minutos do segundo tempo na partida válida pela 8ª rodada do campeonato. O jogo, inicialmente, aconteceria ainda em 2022, mas teve de ser adiado graças ao funeral da Rainha Elizabeth II. Coincidentemente, a partida seguinte a essa também foi Leeds x Manchester United, porém, o jogo aconteceria em Elland Road, estádio do time de Yorkshire. O duelo foi válido pela 23ª rodada da Premier League.
O jogador foi alternando entre os jogos do Manchester United, e chegou a ficar de fora de 2 partidas por conta de lesões, mas sua mais séria aconteceu logo após ele sentir o menisco na 35ª partida contra o West Ham United. Ele não participou da 36ª rodada, quando o clube venceu o Wolverhampton Wanderers e foi após essa jornada que o time inglês anunciou que Marcel lesionou-se na região. Tal lesão fez com que o austríaco perdesse todo o restante da temporada. Ao final da Liga, Marcel contribuiu para que o time conseguisse se classificar para Liga dos Campeões da UEFA de 2023–24 após o United ficar em 3º colocado na tabela.
Marcel estreou na Copa da Liga Inglesa de 2022–23 no mesmo dia em que o Manchester United sagrou-se campeão da competição após derrotar o Newcastle United F.C. por 2-0. Ele entrou no decorrer da etapa complementar e esteve 21 minutos em campo. Ao fim da partida, ele garantiu o terceiro título consecutivo na carreira.
O austríaco estreou pelo Manchester na Copa da Inglaterra de 2022-23 no dia 1 de março de 2023. A partida foi válida pela 5ª Eliminatória contra o West Ham jogando no Old Trafford. Seu time venceu e classificou-se às quartas de final. Pelas quartas, enfrentando o Fulham, o jogador marcou seu primeiro gol com a camisa dos red devils. A partida foi dramática, já que os londrinos começaram o jogo vencendo, porém ocorreu o empate quando Bruno Fernandes converteu um pênalti. Sabitzer ficou encarregado de virar o jogo 2 minutos depois, aos 77 minutos. A partida terminou 3-1 para o clube de Manchester que se classificou para a semifinal da competição.
Na semifinal, os red devils enfrentaram o Brighton & Hove Albion e empataram por 0-0. O empate persistiu na prorrogação, e o time precisou passar pelo oponente nos pênaltis. Na ocasião, Marcel converteu sua batida, a quinta, e esperou até a sétima para Victor Lindelöf garantir a classificação do time de Manchester à final da Copa. Por conta de sua lesão no menisco, o jogador não pôde estar em campo na final da competição. No jogo decisivo, Sabitzer viu o time perder para o rival da cidade por 2-1.
Na Liga Europa da UEFA de 2022–23, Marcel esteve disponível no jogo de volta contra o Barcelona pelo jogo da fase de 16 avos, mas não foi utilizado por opção do técnico. Ele não pôde participar da partida seguinte, o jogo de ida contra o Real Betis, pois estava lesionado. O austríaco só fez sua estreia no jogo de volta, quando participou de 30 minutos na vitória de 1-0 sob os espanhóis, e viu seu clube se classificar às quartas de final.
Nesse momento, no primeiro jogo, Marcel se destacou anotando 2 gols no primeiro jogo, mas o time inglês cometeu deslizes e o Sevilla Fútbol conseguiu o empate com 2 gols contra do adversário. Na partida seguinte, o time espanhol eliminou o clube da Inglaterra pelo placar de 3-0.
Marcel terminou sua passagem pelo United com 18 jogos, 3 gols e 1 assistência. Se contar com as partidas pelo time alemão, o meia fez 42 jogos, 4 gols e 2 assistências.

### Borussia Dortmund
O Borussia Dortmund oficializou em 24 de julho de 2023, a contratação de Marcel Sabitzer, ele rubricou um contrato válido até junho de 2027.

## Seleção Nacional

### Seleção Principal

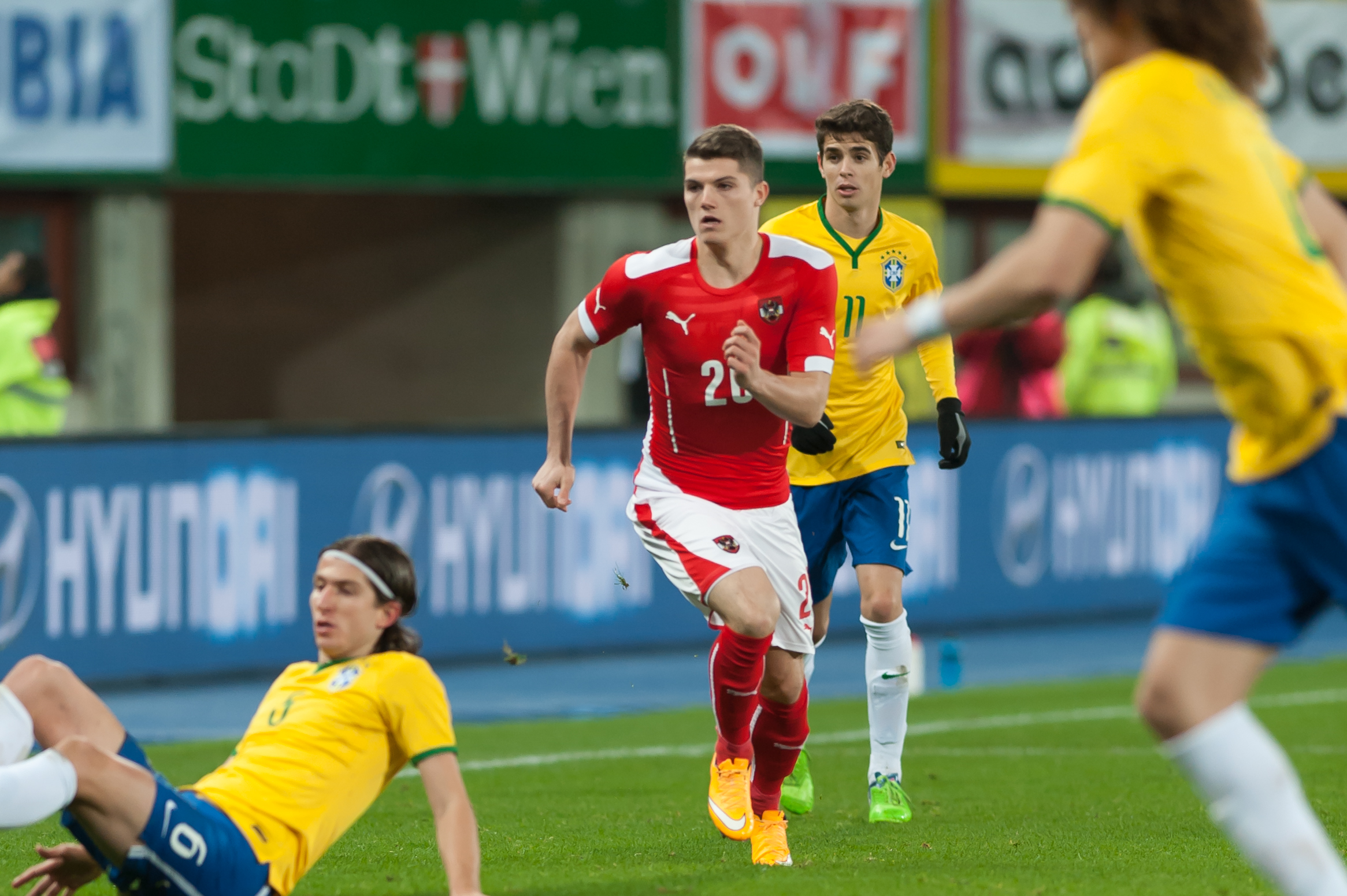
Marcel em amistoso contra o Brasil em 2014

No dia 5 de junho de 2012, o jogador foi convocado por Marcel Koller para jogar contra os amistosos contra Ucrânia, Romênia e Turquia. Apesar de não ter atuado na maioria desses jogos, Marcel esteve presente por 25 minutos contra a Romênia no empate em 0-0.[carece de fontes?]
O jogador passou muito tempo com as seleções de base até ser reconvocado para a seleção principal. O jogador fora chamado para disputar 4 jogos nas Eliminatórias da Copa do Mundo FIFA de 2014 - Europa, mas só atuou em 2 partidas. A primeira foi contra a Seleção Alemã de Futebol, onde perdeu de 3-0. A segunda foi contra Seleção Faroesa de Futebol. quando venceram por 3-0.[carece de fontes?]
Seu primeiro gol viria acontecer no dia 3 de maio de 2014, quando abriu o placar contra a Seleção Islandesa de Futebol no empate em 1-1. Coincidentemente, o segundo gol viria na partida seguinte, quando também abriu o placar na vitória por 2-1 sobre a Seleção Checa de Futebol[carece de fontes?]
A campanha ruim da Áustria não a deixou participar da Copa do Mundo FIFA de 2014, sediada no Brasil. E o jogador só voltou a ser convocado em setembro de 2014 para jogos referentes a Qualificações para o Campeonato Europeu de Futebol de 2016. A campanha boa da seleção fez com que ela passasse em primeiro no grupo G e se classificasse para Campeonato Europeu de Futebol de 2016. Ele fez 1 gol contra a Seleção Montenegrina de Futebol na vitória da Áustria por 3-2.[carece de fontes?]

### Eurocopa de 2016
O jogador esteve presente em todos os 3 jogos da seleção austríaca na Euro de 2016, mas o péssimo desempenho da seleção, ganhando apenas 1 ponto de 9 possíveis, fez com que sua seleção viesse para casa mais cedo. A seleção esteve presente no Grupo F e fez apenas um gol ao enfrentar a Islândia.[carece de fontes?]

#### Qualificações para Copa do Mundo FIFA de 2022
A sua seleção esteve participando das Eliminatórias Europeias da Copa do Mundo FIFA de 2022, e contribuiu com 2 gols e 1 assistência nos 6 jogos que jogou.[carece de fontes?] Infelizmente, seu desempenho não foi o suficiente para que os austríacos se classificassem diretamente para a competição. Por isso, eles foram parar nos play-offs, onde enfrentariam o País de Gales.
Marcel, no dia 24 de março de 2022, enfrentou o País de Gales disputando uma vaga para a final dos play-offs que daria a última vaga à Copa do Mundo. Todavia, mesmo fazendo um gol no segundo tempo,[carece de fontes?] não pôde evitar a vitória dos galeses por 2-1.

## Títulos
FC Admira
- 2. Liga: 2010–11

Red Bull Salzurg
- Campeonato Austríaco: 2014–15
- Copa da Áustria: 2014–15

Bayern de Munique
- Campeonato Alemão: 2021–22
- Supercopa da Alemanha: 2022

Manchester United
- Copa da Liga Inglesa: 2022–23

### Prêmios individuais
- Futebolista Austríaco do Ano: 2017
- Seleção da Liga dos Campeões da UEFA: 2019–20[11] e 2023–24[49]
- Jogador com mais assistências na Liga dos Campeões: 2023–24 (5)[50]